# Clyde Tomb von Beacharra

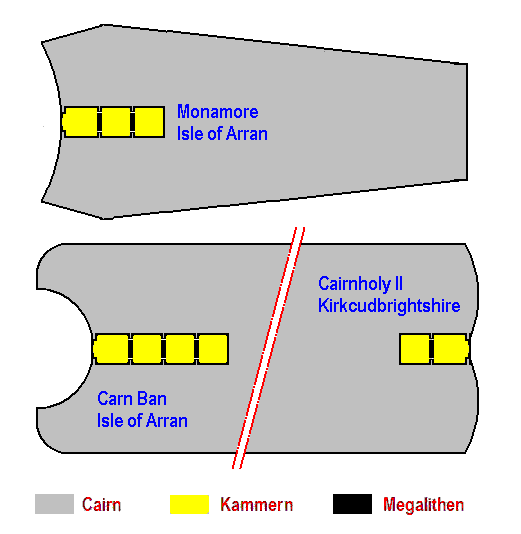
Anlagen des Clyde-Typs

Das Clyde Tomb von Beacharra (auch Beacharr oder Arg 27 genannt) liegt auf einem Bergrücken, nahe der Beacharr Farm auf der Kintyre-Halbinsel in Argyll and Bute in Schottland. Das Clyde Tomb wurde 1892 ausgegraben und 1959 und 1961 von Jack Gillespie Scott (1913–1999) erneut untersucht. 
Derzeit ist der ursprünglich wahrscheinlich trapezförmige Cairn ein ovaler, grasbewachsener Hügel von etwa 21 × 15 m. Die 6,25 m lange, zwischen 1,2 und 1,5 m breite Megalithanlage bestand aus drei etwa gleich großen Kammern und einem kurzen Gang oder einer Vorkammer am Zugang. Die Kammern sind etwa Nord-Süd orientiert und die meisten Steine ragen aus dem Rasen hervor. Zu beiden Seiten des Zugangs ergaben Ausgrabungen Teile der Exedra, die aus Trockenmauerwerk ohne Orthostaten bestand und mittig gerade war, wobei sich die leichte Krümmung am Westende wahrscheinlich am Ostende wiederholte. Trockenmauern von 7,3 m Länge wurden auch an der Westseite des Cairns gefunden. Die Plattform, auf der er steht schien mit Felsbrocken verkleidet zu sein, um die Stabilität zu gewährleisten. 

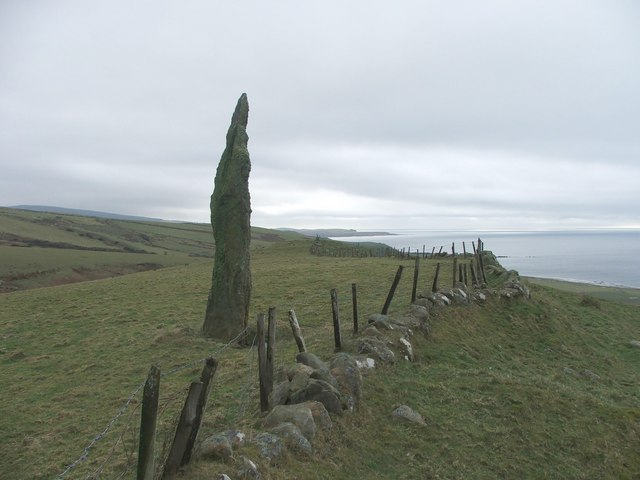
Menhir von Beacharr

Der Zugang war wahrscheinlich mit Trockenmauerwerk blockiert, das aus Felsbrocken und Erde bestand. Vermutlich wurde auch die Kammer bei der endgültigen Aufgabe absichtsvoll mit Erde gefüllt. Die Bestattungen haben keine Spuren hinterlassen, aber in jeder der drei Kammern wurden zwei Gefäße gefunden. 
Etwa 25 m nördlich steht der Menhir von Beacharr. Der höchste Standing Stone auf Kintyre ist 5,03 m hoch und misst an der Basis 1,4 × 0,8 m. Der Stein hat ein unregelmäßiges Profil, das schrittweise abfällt.
Die Keramik von Beacharra war namengebend für eine neolithische Keramik Schottlands.